# Gunter Desch
Gunter Desch (* 5. Juli 1937 in Würzburg) ist ein deutscher Arzt und Sanitätsoffizier. In seiner letzten Verwendung war er als Generaloberstabsarzt vom 1. Oktober 1989 bis zum 30. September 1997 Inspekteur des Sanitäts- und Gesundheitswesens der Bundeswehr.

## Biografie
Nach dem Abitur 1956 am Kronberg-Gymnasium Aschaffenburg studierte Desch in München Medizin. Während des Studiums wurde er 1956 Mitglied der römisch-katholischen, nichtschlagenden Studentenverbindung KDStV Aenania München.
Er trat 1965 als Stabsarzt in die Bundeswehr ein. In seinen späteren Verwendungen war er von 1971 bis 1974 Referent in verschiedenen Aufgabenbereichen der Inspektion des Sanitäts- und Gesundheitswesens (InSan) im BMVg und später Vertreter des Sekretärs der Kommission Personal-Ergänzung beim Sanitäts- und Gesundheitswesen. Ab 1975 war er in der Personalführung (Abteilung Personal im BMVg) zuständig für die Sanitätsoffiziere Arzt des Heeres sowie für die teilstreitkraftübergreifende Koordination der Stellenbesetzung mit Sanitätsoffizieren im Zentralen Sanitätsdienst der Bundeswehr. 1979 war er Divisionsarzt der 5. Panzerdivision, von 1980 bis 1983 Leiter des Personalreferates für Sanitätsoffiziere, Offiziere des militärfachlichen Dienstes im Sanitätsdienst und Offiziere des Militärmusikdienstes. Von 1983 bis 1985 war er im Dienstgrad Generalarzt Chef des Stabes und Stellvertreter des Amtschefs des Sanitätsamtes der Bundeswehr in Bonn-Beuel, danach bis September 1986 Unterabteilungsleiter II der InSan. Im Oktober 1986 erfolgte die Beförderung zum Generalstabsarzt, verbunden mit der Versetzung auf den Dienstposten Stellvertreter des Inspekteurs des Sanitäts- und Gesundheitswesens und Chef des Stabes der InSan. 1989 wurde er als Generaloberstabsarzt mit der Führung des Sanitätsdienstes der Bundeswehr als Inspekteur beauftragt.
Als besondere Herausforderung stand am Anfang seiner Zeit als Inspekteur nach der deutschen Wiedervereinigung die Integration des Medizinischen Dienstes der Nationalen Volksarmee der DDR in den Sanitätsdienst der Bundeswehr.
1992/93 leitete er den ersten Einsatz deutscher Soldaten zur Unterstützung der Vereinten Nationen (UNTAC), die dem deutschen Sanitätsdienst in Kambodscha die Bezeichnung „Engel von Phnom Penh“ einbrachte.
Zum 1. April 1994 wurde das Sanitäts- und Gesundheitswesen in Sanitätsdienst der Bundeswehr umbenannt.
1995 erließ Desch die Fachliche Leitlinie für die sanitätsdienstliche Versorgung von Soldaten der Bundeswehr im Auslandseinsatz, deren Maxime es ist, den Soldaten im Falle einer Erkrankung, eines Unfalls oder einer Verwundung eine medizinische Versorgung zuteilwerden zu lassen hat, die im Ergebnis dem fachlichen Standard in Deutschland entspricht.
Von 1994 bis 1996 war Desch Präsident des „Comité International de Médicine Militaire“ (CIMM).
Gunter Desch lebt in Bornheim (Rheinland).

## Auszeichnungen
- 1991 Legion of Merit Officer (USA)[6]
- 1994 Médaille d’Honneur in Gold du Service de Sante des Armées (Frankreich)[7]
- 1995 Großes Verdienstkreuz des Verdienstordens der Bundesrepublik Deutschland[8]
- 1996 Medalha do Pacificador (Brasilien)[9]
- 1996 Großes Silbernes Ehrenzeichen mit dem Stern (Republik Österreich)[10]
- 1997 Commandor des Ordens „Ouissam alaouite“ (Marokko)[11]
- 1997 Commandeur dans l’Ordre National de la Legion d’Honneur (Frankreich)[12]